# Szörény Rezső
Szörény Rezső (Budapest, 1941. október 26. – Budapest, 1993. július 2.) magyar filmrendező, forgatókönyvíró.

## Élete
1965–1969 között a Színház- és Filmművészeti Főiskola film- és televíziórendező szakát végezte el. Rendezett filmeket, dolgozott forgatókönyvíróként. 1993-ban szívinfarktus következtében hunyt el. Az Óbudai temetőben helyezték örök nyugalomra.

## Filmes és televíziós rendezései
- 1983 – Talpra, Győző!
- 1981 – Boldog születésnapot, Marilyn!
- 1978 – BUÉK![7]
- 1976 – Tükörképek
- 1974 – Idegen arcok (dokumentumfilm)
- 1972 – Helsinki (rövidfilm)
- 1972 – Szeminárium (rövidfilm)
- 1971 – Angoláért (rövidfilm)
- 1971 – Brazzaville-i napló (rövidfilm)
- 1971 – Cuba – La Habana, Chile – Santiago (rövidfilm)
- 1971 – Képek a Vajdaságból (rövidfilm)
- 1970 – DIVSZ kongresszus (rövidfilm)
- 1970 – Kivételes időszak

## Díjai, elismerései
- Magyar Filmkritikusok Díja (1994), posztumusz